# De Etruria Regali
De Etruria Regali libri VII è un trattato in sette libri scritto dallo storico scozzese Thomas Dempster a Pisa tra il 1616 e il 1619, ma pubblicato a Firenze dopo quasi un secolo, tra il 1720 e il 1726.

## Storia editoriale
L'autore, Thomas Dempster, dopo aver abbandonato il proprio paese natale per motivi politici e religiosi, trovò rifugio in Italia, e per un periodo godette della protezione del granduca Cosimo II di Toscana, che gli commissionò un'opera sugli Etruschi. 
Tre anni dopo Thomas consegnò al duca un magnum opus, il manoscritto di De Etruria Regali Libri Septem, "Sette Libri sull'Etruria Reale", in latino, il primo studio dettagliato di ogni aspetto della civiltà etrusca, considerato un eccellente lavoro. Nel 1723 Thomas Coke iniziò finalmente la pubblicazione di un'edizione ampliata dell'opera. Il manoscritto originale si trova custodito nella biblioteca di Coke a Holkham Hall.
Oltre a essere un'ottima fonte storica sulla popolazione etrusca, diede inizio alla corrente culturale detta Etruscheria, variamente giudicata e apprezzata, che diede impulso allo sviluppo delle conoscenze in ambito storico relative agli Etruschi.
Il testo ebbe nel 1724 una edizione in Italia a cura di Filippo Buonarroti.

### Salvataggio delDe Etruria Regali

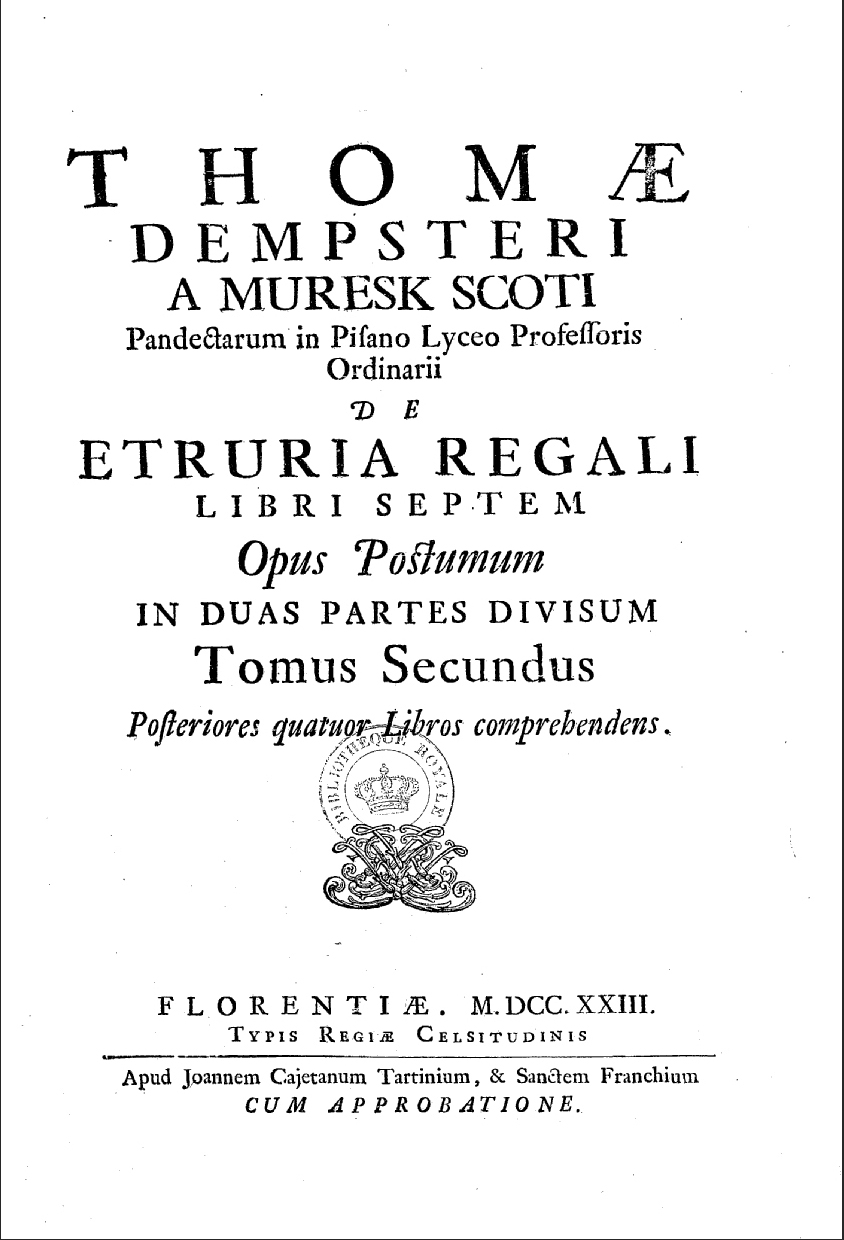
Frontespizio del De Etruria Regali Libri VII, tomo II, 1723

La maggiore opera di Dempster fu salvata dall'oblio in cui rischiava di cadere dall'azione risoluta di Thomas Coke, I conte di Leicester (1697-1759), un rampollo della ricca e potente famiglia britannica dei Coke.
Erede di un ricchissimo patrimonio, a 15 anni, con il permesso del nonno sir John, Thomas intraprese un Grand Tour di Francia, Germania, Paesi Bassi, Fiandre, Malta, Sicilia e Italia, viaggiando in una carrozza a sei cavalli, con carri supplementari, un numero di domestici e un compagno, il giovane Lord Burlington.
Seguendo l'interesse di sua madre, Thomas imparò il greco e il latino (lungo la strada) e mise i suoi contatti all'erta per la ricerca di manoscritti classici rari, specialmente opere di Tito Livio.
In Etruria Thomas fece amicizia con il granduca Cosimo III. Attraverso di lui scoprì l'esistenza del manoscritto di Dempster, che acquistò dal suo proprietario di allora, Antonio Maria Salvini. Thomas pubblicò il manoscritto apparentemente a proprie notevoli spese; tuttavia, la pubblicazione non corrispondeva esattamente all'originale. Filippo Buonarroti di Firenze emendò il testo e aggiunse un apparato critico. Il duca fece valorizzare ai suoi incisori le illustrazioni di Dempster con altre nuove ispirate a manufatti in varie collezioni. In tutto l'opera giunse a contenere circa 100 incisioni su rame. Uscì in due volumi, in folio, a Firenze, nel 1723-1724, sotto il titolo completo:
Thomae Dempsteri a Muresk Scoti Pandectarum in Pisano Lyceo Professoris Ordinarii de Etruria Regali libri septem, opus posthumum, in duas partes divisum, nunc primum editi curante Tho. Coke ("Sette libri di Enciclopedia sull'Etruria Reale di Thomas Dempster scozzese di Murek professore ordinario nel Liceo di Pisa, opera postuma, divisa in due parti, pubblicati ora per la prima volta a cura di Thomas Coke").
Una dedica latina a Cosimo III datata 1725, Londra, fu aggiunta nel 1726 da Coke. Un supplemento in folio fu pubblicato da Giovan Battista Passeri, 1767. La pubblicazione del libro accese la prima ondata pubblica di interesse per gli Etruschi in tutta l'Italia accademica; fu, in altre parole, lo sparo d'apertura nel campo dell'etruscologia.